# 미하일 키르포노스
미하일 페트로비치 키르포노스(러시아어:Михаил Петрович Кирпонос, 우크라이나어:Михайло Петрович Кирпонос, 미하일로 페트로비치 키르포노스) (1892년 1월 12일 ~ 1941년 9월 20일)는 소련의 군인이었다. 겨울 전쟁에서 사단장으로 활약하여 소련 영웅 칭호를 받았고 대장까지 승진했다.
나치 독일의 바르바로사 작전 이후 1941년 키예프 전투에서 절망적인 상황이 되자 스탈린에 의해 해임된 부됸니 원수 대신 방위부대를 지휘해 항전하다 전사했다.